# Produzione desiderante
Produzione desiderante (francese: production désirante) è un termine coniato dai filosofi francesi Gilles Deleuze e Félix Guattari nel loro libro Anti-Edipo (1972).

## Concetto e contesto
I pensatori francesi Gilles Deleuze e Felix Guattari si oppongono alla concezione freudiana dell'inconscio come "teatro" rappresentazionale, favorendo invece un modello di "fabbrica" produttiva: il desiderio non è una forza immaginaria basata sulla mancanza, ma una forza reale, produttiva. Descrivono la natura meccanica del desiderio come una sorta di "macchina desiderante" che funziona come un interruttore in un "circuito" più ampio di varie altre macchine a cui è collegato. Nel frattempo anche la macchina desiderante produce da sé un flusso di desiderio. Deleuze e Guattari concettualizzano un universo multifunzionale composto da tali macchine tutte connesse tra loro: "Non esistono macchine desideranti che esistano al di fuori delle macchine sociali che formano su larga scala; e non esistono macchine sociali senza le macchine desideranti che abitano realizzarli su piccola scala." La produzione desiderante è esplosiva: "non esiste macchina desiderante che possa essere assemblata senza demolire interi settori sociali".
Il concetto di produzione desiderante fa parte dell'appropriazione più generale da parte di Deleuze e Guattari della formulazione della volontà di potenza di Friedrich Nietzsche. In entrambi i concetti, una piacevole forza di appropriazione di ciò che è fuori di sé, incorporando in sé ciò che è altro da sé, caratterizza il processo essenziale di tutta la vita. Allo stesso modo, una sorta di forza inversa dell'"oblio" in Nietzsche e del corpo senza organi in Deleuze e Guattari sconfessa la volontà di potenza e la produzione desiderante, tentando di realizzare l'ideale di un soggetto ermetico.
Da allora in poi, pur essendo molto interessati alla domanda fondamentale di Wilhelm Reich - perché le masse desideravano il fascismo? - criticarono la sua teoria dualista che portava a una realtà sociale razionale da un lato e a una realtà del desiderio irrazionale dall'altro. L'Anti-Edipo era quindi un tentativo di pensare oltre il freudo-marxismo; e Deleuze e Guattari cercarono di fare per Freud ciò che Karl Marx aveva fatto per Adam Smith.
Nei suoi primi scritti (Machine et Structure), Guattari discute di un phylum macchinico, parla del carattere macchinico ed evasivo del desiderio; composto da concetti simili a quelli deleuziani (in particolare, alle serie e alle ripetizioni), e da altre strutture che mostrano congruenza con le idee sviluppate successivamente, con il suo collaboratore Gilles Deleuze (vedi teoria dell'assemblaggio). Il soggetto di questi primi scritti era situato al confine tra macchine determinate da un lato, e un campo di strutture indeterminate dall'altro, composto da divenire, avanzamenti e riemersioni tecnologiche. Le "Macchine Desideranti" non hanno nulla a che vedere con l'Edipo, né con i discorsi o i metodi del nevrotico psicoanalitico. La produzione desiderante è un processo primario, trascendentale (nel senso immanente o kantiano) e virtuale dell'emergenza perpetua di relazioni corporee e incorporee, che si sviluppano ed emergono da storie reali genetiche, organiche e inorganiche, da macchine sociali e da mondi o mondi contingenti, oppure in "modi" di produzione desiderante. Le macchine desideranti sono pause, o arresti improvvisi, in uno stagno o in un campo di flussi. Ma le macchine desideranti sono anche esse stesse flussi, che operano a velocità diverse rispetto all'ambiente (vedi sistema dissipativo), e possono essere considerate statiche nel piano compositivo (cioè in relazione ai flussi estranei che taglia fino ai meccanismi delle sintesi passive). Tuttavia, nel piano di consistenza, tutte le macchine desideranti scorrono, e tutti i flussi sono coerenti (e attivi) e si ritrovano come gradienti continui di velocità (o forze) e capacità (o intensità), entrambi relativi alla metafisica nietzscheana, e all'interludio fisico in Etica. Le macchine desideranti non hanno oggetto né soggetto e producono flussi che vanno oltre la sistematicità e, quindi, rifiutano la semiosi rappresentazionale a doppia articolazione della soggettività, presente in Jacques Lacan e dormiente in Freud, Hegel e Kant. "Il potere della macchina sta nel fatto che in definitiva non è possibile distinguere il soggetto inconscio del desiderio dall'ordine della macchina stessa."
Deleuze e Guattari discutono anche di altre macchine più resistenti, come le macchine celibi, le macchine miracolose e le macchine paranoiche, che hanno tutte relazioni specifiche con un socius (il paranoico e la macchina miracolosa), o con un apparato collettivo di strati (le macchine scapoli e celibi, come esemplificate in Kafka).